# Watsonarctia amoena
Watsonarctia amoena là một loài bướm đêm thuộc phân họ Arctiinae, họ Erebidae.